# Anatoli Demianenko
Anatoli Vasílievich Demiánenko (Dnipropetrovsk, Unión Soviética, 19 de febrero de 1959) es un exfutbolista ucraniano, actualmente ejerce de entrenador.
Como internacional llegó a disputar 80 partidos con la selección de fútbol de la Unión Soviética, entre 1981 y 1990.

## Clubes
| Club                     | País            | Año         | Partidos | Goles |
| FC Dnipro Dnipropetrovsk | Unión Soviética | 1978        | 20       | 1     |
| FC Dinamo Kiev           | Unión Soviética | 1979 - 1991 | 333      | 28    |
| 1. FC Magdeburg          | Alemania        | 1991        | 3        | 0     |
| Widzew Łódź              | Polonia         | 1991 - 1992 | 13       | 0     |
| FC Dinamo Kiev           | Ucrania         | 1992 - 1993 | 14       | 1     |

### Entrenador
| Club            | País       | Año         |
| --------------- | ---------- | ----------- |
| FC CSKA Kiev    | Ucrania    | 1993        |
| FC Dinamo Kiev  | Ucrania    | 2005 - 2007 |
| Neftchi Baku    | Azerbaiyán | 2008        |
| FC Nasaf Qarshi | Uzbekistán | 2010 -      |

## Palmarés

### Jugador
FC Dinamo Kiev
- Primera División de la Unión Soviética: 1979-80, 1980-81, 1984-85, 1985-86, 1989-90
- Copa de la Unión Soviética: 1982, 1985, 1987, 1990
- Supercopa de la Unión Soviética: 1980, 1985, 1986
- Trofeo Santiago Bernabéu: 1986
- Liga Premier de Ucrania: 1992-93
- Copa de Ucrania: 1993

### Entrenador
FC Dinamo Kiev
- Liga Premier de Ucrania: 2005-06
- Copa de Ucrania: 2006, 2007

FC Nasaf Qarshi
- Copa de la AFC: 2011

- Datos: Q488165
- Multimedia: Anatoliy Demyanenko / Q488165